# Mathilde de Frise
 (février 2013).
Si vous disposez d'ouvrages ou d'articles de référence ou si vous connaissez des sites web de qualité traitant du thème abordé ici, merci de compléter l'article en donnant les références utiles à sa vérifiabilité et en les liant à la section « Notes et références ».
Mathilde de Frise (v.1024-1044) est la fille de Luidolf de Frise (mort le 23 avril 1038) et de Gertrude d'Eguisheim, nièce de Bruno, évêque de Toul qui est élu pape en 1049 sous le nom de Léon IX. Elle devient reine des Francs par son mariage avec  Henri Ier .
Après la mort prématurée de sa fiancée en bas âge, prénommée aussi Mathilde (v.1027-1034), fille de Conrad II le Salique, souverain du Saint-Empire romain germanique, le roi des Francs Henri Ier épouse Mathilde de Frise en 1034, qui n'a alors qu'une dizaine d'année.
Vers 1040, Mathilde met au monde une fille. Toutes deux meurent en 1044, probablement de maladie, à seulement quelques semaines d'intervalle.